# Get Well Soon (groupe)
Pour les articles homonymes, voir Get Well Soon.
Get Well Soon est un groupe allemand de folk rock, projet solo de l'auteur-compositeur-interprète et multi-instrumentiste Konstantin Gropper. C'est par la contrainte de la tournée qui suit le premier album, Rest Now, Weary Head! You Will Get Well Soon, que Konstantin Gropper forma le groupe qu'il garde définitivement par la suite.

## Histoire
Né le 28 septembre 1982 à Biberach an der Riß, il grandit à Erolzheim. Fils d'un professeur de musique, il commence dès l'âge d'un an à jouer du violoncelle puis, à six ans, il suit une formation classique (piano, violoncelle, batterie et guitare). Adolescent, il joue dans un groupe de punk rock et grunge appelé Your Garden. Il termine ses études secondaires à Ochsenhausen et part à Mannheim où il étudie les arts. Le diplôme acquis, il poursuit, à Heidelberg, ses études en préparant avec succès un diplôme de philosophie. Il déménage ensuite à Berlin. Il vit et travaille ensuite de nouveau à Mannheim. En 2005, il gagne le 1er prix de composition du prix Erich-Fried en Autriche pour avoir mis en musique un poème de Erich Fried.
Konstantin Gropper travaille seul dans la composition et l'écriture des morceaux, il  met ainsi trois ans à sortir le premier album de Get Well Soon, Rest Now, Weary Head! You Will Get Well Soon. Il atteint la 28e place des charts allemands en septembre 2008 et la 92e place des charts français. Sa musique est qualifiée de folk et electro sur un fond lointain de musique classique avec quelques touches pop. Il s'inspire librement du rock et de musiques de films, et plus précisément, de celles d'Ennio Morricone mais aussi des ballades tristes de Leonard Cohen, des râles cassés de Tom Waits, des égarements de Nick Cave et de l'apesanteur de Thom Yorke.
Le deuxième album, Vexations, sort en janvier 2010 ; contrairement au premier album, il est enregistré avec un groupe en studio,. Il est très bien accueilli par le public et par la presse (NME, Word Magazin, Mojo, Musikexpress, Visions, Spex, Uncle Sallys, FAZ, SZ, Le Monde, Libération, etc.)[réf. nécessaire].
En août 2012, le groupe se produit au festival parisien Rock en Seine, en avant-première de leur tournée européenne qui les mène également à la Gaîté-Lyrique. Accompagné de l'Orchestre national d'Île-de-France, Konstantin Gropper et ses acolytes offrent un concert symphonique qui charme le public malgré la pluie. Filmé par Arte, le concert est accessible durant plusieurs mois sur le site web de la chaîne. Cette même année sort le troisième opus, The Scarlett Beast O' Seven Heads. Gropper y déploie des arrangements cinématographiques et des titres, plutôt sombres, largement inspirés du 7e art. Le titre phare de cet album, Roland I Feel You est un vibrant hommage à Roland Emmerich.
En novembre 2014, Après avoir exploré divers supports musicaux tels le théâtre, le cinéma, la télévision, Get Well Soon sort un nouvel album sous la forme d'un triptyque d'EP, chacun avec son propre thème et sa propre date de sortie espacé d'une semaine. Le premier, The Lufthansa Heist, Konstantin Gropper le décrit comme un EP college rock, un EP de seconde puberté guidé par la nostalgie. Le deuxième, Henry - The Infinite Desire of Heinrich Zeppelin Alfred Von Nullmeyer, est un hommage à un des auteurs préférés de Konstantin Gropper, Arnold Stadler, et plus particulièrement à la nouvelle Der Tod und ich, wir zwei. Le troisième, contrairement à ce que son titre Greatest Hits peux faire penser, n'est pas un EP des meilleurs titres du groupe mais un EP de reprises avec trois titres très connus et trois titres plus confidentiels.
En janvier 2016 sort le quatrième véritable album du groupe. Intitulé Love, ce disque développe le thème de l'amour en 11 titres figurant pour beaucoup comme les plus pop et enlevés composés jusqu'alors par le groupe,,. Faisant la part belle à des arrangements marqués par la musique des années 1980, il ne délaisse pourtant pas les influences classiques et l'orchestration pointue qui caractérisent le groupe depuis ses débuts.
Le cinquième album intitulé The Horror est annoncé pour l'été 2018. Le 25 mars 2022, l'album Amen sort. Sur cet album, Gropper se présente, selon le rédacteur musical Karl Fluch, « euphorique, ce qui se traduit par des chansons uptempo hymniques qui ont dû aller à l'école des Pulp du milieu des années 1990 ».

## Membres
- Konstantin Gropper – leader, auteur, compositeur, interprète, multi-instrumentiste
- Marcus – piano, production
- Daniel Roos – piano, accordéon, carillon, chœur
- Maximilian Schenkel – guitare, trompette
- Timo Kumpf – basse
- Paul Kenny – percussions
- Sebastian Benkler – trompette, tonneau métallique, chœurs
- Verena Gropper (sœur de Konstantin) – violon, chœurs

## Discographie

### Singles
| Année | Titre                                                    | Extrait de l'album                                                         |
| ----- | -------------------------------------------------------- | -------------------------------------------------------------------------- |
| 2008  | If This Hat Is Missing I Have Gone Hunting               | Rest Now, Weary Head! You Will Get Well Soon                               |
| 2008  | Christmas in Adventure Parks                             | Rest Now, Weary Head! You Will Get Well Soon                               |
| 2008  | Witches! Witches! Rest Now In the Fire                   | Rest Now, Weary Head! You Will Get Well Soon                               |
| 2008  | You/Aurora/You/Seaside                                   | Rest Now, Weary Head! You Will Get Well Soon                               |
| 2008  | Listen! Those Lost at Sea Sing a Song on Christmas Day   | Songs Against The Glaciation (EP)                                          |
| 2009  | Angry Young Man                                          | Vexations                                                                  |
| 2012  | You Cannot Cast Out The Demons (You Might As Well Dance) | The Scarlet Beast O' Seven Heads                                           |
| 2012  | Roland, I Feel You                                       | The Scarlet Beast O' Seven Heads                                           |
| 2014  | Staying Home                                             | The Lufthansa Heist (EP)                                                   |
| 2014  | Careless Whisper                                         | Greatest Hits (EP)                                                         |
| 2014  | Mail From Heidegger                                      | Henry - The Infinite Desire Of Heinrich Zeppelin Alfred Von Nullmeyer (EP) |
| 2021  | Mantra                                                   | Get well Soon, Amen                                                        |

### Bandes originales
| Année | Titre                                      | Sur                                          |
| ----- | ------------------------------------------ | -------------------------------------------- |
| 2008  | Busy Hope (titre inédit)                   | du film Rendez-vous à Palerme de Wim Wenders |
| 2008  | Good Friday (titre inédit)                 | du film Rendez-vous à Palerme de Wim Wenders |
| 2008  | If This Hat Is Missing I Have Gone Hunting | du film Contact High de Michael Glawogger    |
| 2020  | Funny Treats                               | de la série How to Sell Drugs Online (Fast)  |